# Dallin H. Oaks

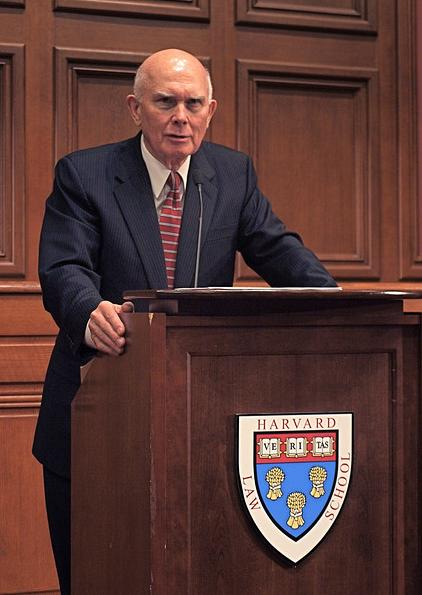
Dallin H. Oaks 2010 während eines Vortrags an der Harvard Law School

Dallin Harris Oaks (* 12. August 1932 in Provo, Utah) ist ein US-amerikanischer Jurist, Hochschullehrer und Apostel der Kirche Jesu Christi der Heiligen der Letzten Tage. Als solcher ist er seit 1984 Mitglied des Kollegiums der Zwölf Apostel.

## Leben
Oaks wurde 1932 als ältestes von drei Kindern in Provo, Utah geboren. Er wurde nach dem Bildhauer Cyrus Dallin benannt. Noch vor seinem achten Geburtstag starb sein Vater an Tuberkulose. Um die Familie zu unterstützen, arbeitete er als Jugendlicher in einem Elektrogerätegeschäft. Hier entdeckte er sein Interesse für Radiotechnik. Noch bevor er 16 Jahre alt war, erwarb er eine Lizenz zum Betrieb einer Radiostation. Oaks fand eine Anstellung in einer Radiostation und wurde als Techniker und Programmsprecher bzw. Kommentator tätig. Gleichzeitig studierte er an der Brigham Young University und erhielt dort einen Bachelor. Während seines Studiums lernte er seine erste Frau kennen. Die beiden heirateten am 24. Juni 1952. Aus der Ehe gingen sechs Kinder hervor. Nach seinem Abschluss 1954 an der Brigham Young University setzte er sein Studium an der Law School der University of Chicago fort. Nach Beendigung seines Studiums 1957 wurde er für ein Jahr als Law Clerk für den Obersten Richter der Vereinigten Staaten Earl Warren tätig. Anschließend kehrte Oaks nach Chicago zurück und begann als Rechtsanwalt zu praktizieren. 1961 begann er an der juristischen Fakultät der University of Chicago zu lehren. Während der nächsten zehn Jahre als Professor an der University of Chicago Law School, war er unter anderem Vorsitzender des University of Chicago Disciplinary Committee, fungierte als stellvertretender Staatsanwalt von Cook County und war 1968 Gastprofessor an der Law School der University of Michigan. Gleichzeitig betätigte er sich kirchlich in der Gemeinde. 1971 wurde Oaks Präsident der Brigham Young University. Dieses Amt bekleidete er bis 1980 als zum Richter am Utah Supreme Court ernannt wurde. Im April 1984 wurde er zum Apostel der Kirche Jesu Christi der Heiligen der Letzten Tage berufen und trat in das Kollegium der Zwölf Apostel ein. Gleichzeitig legte er sein Richteramt nieder. Geboren im März 1933 Im Juli 1998 starb Oaks Frau in Folge einer Krebserkrankung. Am 25. August 2000 zu diesen Zeitpunkt 53 Jahre alt heiratete er seine zweite Frau im Salt-Lake-Tempel.
Oaks ist Autor und Koautor mehrerer Bücher und Artikel zu religiösen und juristischen Themen. Im Mai 2013 erhielt er die Canterbury Medal der Becket Fund for Religious Liberty. Die Violinistin Jenny Oaks Baker ist seine Tochter.